# Chuột ob/ob

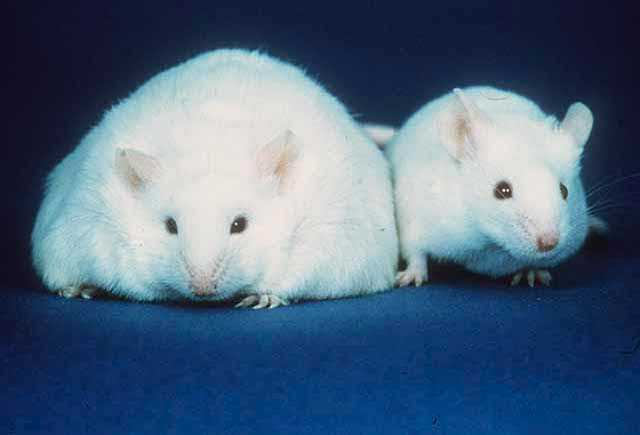
Một con chuột béo phì

Chuột béo phì hay chuột ob/ob là một con chuột đột biến dẫn đến chứng ăn quá mức do đột biến gen chịu trách nhiệm sản xuất leptin và trở nên tình trạng bị béo phì một cách trầm trọng. Đây là một sinh vật mô hình dùng trong nghiên cứu các tiền sử của bệnh đái tháo đường típ II. 

## Nghiên cứu
Việc xác định gen đột biến trong ob đã dẫn tới việc phát hiện ra hooc-môn heptit, điều này rất quan trọng trong việc kiểm soát sự thèm ăn của con người. Những con chuột đầu tiên của dòng chuột ob/ob phát sinh ngẫu nhiên trong một khu thuộc địa tại Phòng thí nghiệm Jackson vào năm 1949. Những con chuột đột biến có tính hình mẫu không thể phân biệt được với những con chuột non không bị ảnh hưởng của chúng khi sinh, nhưng chúng sẽ tăng cân nhanh chóng trong suốt cuộc đời của chúng, gấp ba lần trọng lượng chuột không bị ảnh hưởng.
Chuột phát phì ob/ob phát triển mạnh lượng đường trong máu, mặc dù có sự mở rộng của các hạch tuyến tụy và tăng lượng insulin. Gen bị ảnh hưởng bởi đột biến ob được xác định bằng cách nhân bản vị trí. Gen tạo ra một hoóc môn, được gọi là leptin, được tạo ra chủ yếu trong mô mỡ. Một vai trò của leptin là để điều chỉnh sự thèm ăn bằng cách báo hiệu cho não rằng động vật đã có đủ để ăn và gây ức cảm để đừng cơ thèm ănl lại. Vì chuột ob/ob chuột không thể sản xuất leptin, lượng thức ăn của nó không kiểm soát được bởi cơ chế này do đó chúng ăn mà không thể kiểm soát và dẫn đến việc phát phì, tăng cân, nghiên cứu này có ích cho cơ chế kiểm soát béo phì ở người.